# Unferth
Unferth est un personnage du poème épique vieil-anglais Beowulf.
Il apparaît à la cour du roi Hrothgar, où il réserve un accueil hostile au héros Beowulf. Après que celui-ci a tué Grendel, il ravale ses insultes et prête à Beowulf son épée Hrunting pour affronter la mère de Grendel. L'épée s'avère inefficace contre elle, mais Beowulf triomphe tout de même de son adversaire et rend son épée à Unferth, qui n'est plus mentionné ensuite.
Contrairement à d'autres personnages du Beowulf, Unferth n'est attesté dans aucun autre récit légendaire germanique ou scandinave. Son rôle dans le poème et l'étymologie son nom ont donné lieu à de nombreuses analyses et hypothèses.

## Nom
Le nom Unferth figure à quatre reprises dans l'unique copie manuscrite du poème Beowulf, aux vers 498, 529, 1165 et 1490. Il y est systématiquement orthographié avec un H, sous la forme Hunferð ou Hunferþ. Néanmoins, le système de versification allitérative utilisé par le poème nécessite à toutes ces occurrences un mot commençant par une voyelle et non par un H, lettre qui est toujours prononcé comme une consonne /h/ en vieil anglais. Par conséquent, les éditions modernes du Beowulf tendent à corriger systématiquement ces Hunferth en Unferth. André Crépin conserve cependant l'orthographe du manuscrit dans sa traduction française du poème.
L'interprétation traditionnelle du nom Unferth considère qu'il est construit à partir du substantif friþ « paix » et du préfixe négatif un-. En appelant son personnage ainsi, l'auteur du poème aurait cherché à mettre l'accent sur sa nature de fauteur de troubles. Selon une autre lecture sémantiquement chargée du nom d'Unferth, le deuxième élément serait plutôt le substantif ferhþ « âme, esprit, cœur, vie ».
Ces interprétations s'inscrivent dans une lecture allégorique du poème, selon laquelle les noms des personnages sont choisis ou forgés par le poète pour refléter leur caractère. Elles sont contestées par plusieurs chercheurs qui considèrent que les personnages héritent leurs noms du fonds mythologique germanique et qu'il n'est pas nécessaire de les considérer comme étant chargés de sens, d'autant qu'Unferth est loin de n'être qu'un simple calomniateur.

## Apparitions
Unferth, fils d'Ecglaf, est mentionné pour la première fois à l'arrivée du héros Beowulf à Heorot, la grande salle du roi Hrothgar. Installé aux pieds du roi, il accueille avec jalousie la venue de Beowulf et tente de le rabaisser en faisant allusion à un épisode du passé du héros : son concours de natation avec Breca le Bronding (en). Il affirme que ce concours, perdu par Beowulf, démontre son caractère téméraire et impulsif (vers 499-528).
Hunferth prit la parole, fils d'Ecglaf,

assis aux pieds du seigneur des Scyldiens.

Il délia des runes polémiques : l'expédition de Beowulf,

celle d'un courageux navigateur, lui déplaisait fort

car il n'admettait pas qu'un autre

eût jamais plus grand souci de gloire en ce monde médian,

sous les cieux, que lui-même.
— Beowulf, vers 499-505
Beowulf rétorque qu'il a en réalité remporté cette compétition, durant laquelle il a également triomphé de plusieurs monstres marins. Il accuse Unferth d'avoir trop bu de bière, d'être trop lâche pour oser affronter le monstrueux Grendel, et remarque que les seules histoires qui circulent à son sujet sont celles qui font de lui l'assassin de ses propres frères. La longue réponse de Beowulf (vers 530-606) suscite la joie à Heorot et Unferth ne parle plus de toute la scène. Cet échange constitue pour certains chercheurs un exemple de flyting (en), ou échange ritualisé d'insultes dans la tradition anglo-écossaise.
Après avoir triomphé de Grendel, Beowulf raconte son exploit à la cour de Hrothgar. Le poète précise qu'aucun homme n'est plus silencieux que le fils d'Ecglaf en voyant le bras du monstre, arraché par le héros durant leur lutte à mains nues (vers 980-984). Lors du festin donné pour célébrer la victoire de Beowulf, Unferth est encore assis aux pieds de Hrothgar. Le poète lui donne à cette occasion le titre ou rang de thyle et souligne qu'il bénéficie de la confiance du roi et de la reine Wealhtheow, tout en rappelant de manière allusive son fratricide (vers 1165-1168).
Lorsque Beowulf part affronter la mère de Grendel, Unferth fait partie des guerriers danois qui l'accompagnent jusqu'à l'étang sous lequel vit la créature. Reconnaissant en Beowulf un homme plus brave que lui, il lui confie son épée Hrunting, une arme ancienne à la lame ornée de motifs qui n'a jamais failli à son porteur (vers 1455-1472). Le héros accepte et demande à Hrothgar de donner sa propre épée à Unferth dans l'éventualité où il périrait face au monstre (vers 1488-1491). En fin de compte, Beowulf parvient à vaincre la mère de Grendel, même si Hrunting s'avère incapable de la blesser. De retour à Heorot, il rend son épée à Unferth et le remercie. C'est la dernière mention du thyle dans le poème (vers 1807-1812).

## Rôle
Unferth est un personnage ambigu. Il est tout aussi difficile de définir son rôle dans l'intrigue du Beowulf que sa position à la cour de Hrothgar. Le terme de thyle que le poète utilise pour le décrire à deux reprises est glosé de manière variée par les différents éditeurs et traducteurs du poème. Beaucoup considèrent qu'il signifie simplement « orateur » ou « porte-parole », mais James L. Rosier estime qu'il s'agit d'un terme connoté négativement, à rapprocher du latin scurra désignant un bouffon. Norman Eliason avance la possibilité qu'Unferth soit la même personne que le poète (scop) qui officie à la cour de Hrothgar, dont le nom n'est pas mentionné dans le texte.
Morton W. Bloomfield (en) considère Unferth comme un personnage purement allégorique. En s'appuyant sur ce qu'il estime être l'étymologie de son nom et son rôle dans le poème, il voit en lui l'incarnation de la Discordia, ennemie jurée de la Concordia dans la Psychomachie du poète latin du IVe siècle Prudence, sans pour autant affirmer que l'auteur du Beowulf connaissait ce texte. Bruce A. Rosenberg estime également qu'Unferth est une invention de l'auteur du Beowulf. Son introduction aurait eu pour seul but d'offrir un cadre à l'histoire du concours de natation entre Beowulf et Breca, mettant en valeur la force surhumaine du héros à travers cet épisode de sa jeunesse. Il compare Unferth à d'autres personnages calomniateurs de la littérature antique et médiévale : Thersite dans l'Iliade, Humbaba dans l'Épopée de Gilgamesh ou Keu dans la légende arthurienne.

## Adaptations et postérité
Unferth est interprété par John Malkovich dans le film La Légende de Beowulf (2007). Il reste le conseiller de Hrothgar, mais son rôle est plus développé que dans le poème. Il se convertit au christianisme et devient prêtre avant de succomber au feu du dragon dans le dernier acte.
Dans le roman de J. R. R. Tolkien Le Seigneur des anneaux, l'arrivée d'Aragorn et ses compagnons à la cour du roi Théoden présente de nombreux parallèles avec la scène de l'arrivée de Beowulf à Heorot. Le personnage de Gríma, conseiller traître de Théoden, reprend certaines caractéristiques d'Unferth : assis aux pieds du roi à sa première apparition, il dénigre les héros avant d'être sèchement tancé par Gandalf.